# Череп человека
Череп человека (лат. cranium) — костный каркас головы, совокупность костей. Череп человека сформирован 23 костями (из которых 8 — парные и 7 — непарные), помимо которых в полости среднего уха присутствует ещё три парные слуховые косточки — молоточек, наковальня и стремя, а также 32 (28, 20; 4 х 8, 7 или 5) зуба на верхней и нижней челюстях.

## Функции черепа
1. защитная (содержит головной мозг и органы чувств, защищая эти образования от повреждений);
2. опорная (служит вместилищем для головного мозга, органов чувств, начальных отделов пищеварительной и дыхательной систем);
3. двигательная (сочленяется с позвоночным столбом)[1].

## Строение черепа
Череп, в целом, состоит из: 
- Наружное основание черепа;
- Внутреннее основание черепа: передняя, средняя, задняя черепные ямки;
- Глазница;
- Височная и подвисочная ямки;
- Крылонёбная ямка;
- Костное, или твёрдое нёбо;
- Полость носа.

По признакам функционального назначения в черепе выделяют несколько отделов:
А — мозговой череп (cranium neurale (neurocranium) seu cranium cerebrale). К нему относятся:
- крыша, или свод черепа (calvaria seu fornix cranii). Кости крыши относятся к плоским костям;
- основание черепа (basis cranii). Кости основания черепа относятся к смешанным костям, некоторые из них являются пневматическими — содержат воздухоносные полости (пазухи). Различают наружное (basis cranii externa) и внутреннее основание черепа (basis cranii interna).

### Кости мозгового отдела
- Непарные: затылочная (os occipitale), лобная (os frontale), клиновидная (os sphenoidale), решётчатая (os ethmoidale) кости.
- Парные: височная (os temporale) и теменная (os parietale) кости.

Б — висцеральный, или лицевой череп (cranium viscerale (viscerocranium) seu cranium faciale). Кости лицевого черепа относятся к смешанным костям.

### Кости лицевого отдела
- Непарные: сошник (vomer), нижняя челюсть (mandibula), и подъязычная кость (os hyoideum).
- Парные: верхняя челюсть (maxilla), нижняя носовая раковина (concha nasalis inferior), нёбная (os palatinum), скуловая (os zygomaticum), носовая (os nasale), слёзная (os lacrimale) кости.

Мозговой отдел значительно преобладает над лицевым. Из костей верхней и нижней челюсти растут зубы (dentes).
Для запоминания костей черепа можно воспользоваться мнемоническим стишком:
Лоб, затылок, темя-два,
Клин, решётка, два виска,
Челюсть, скулы, нос, сошник,
Нёбо, слёзы, подъязык,
Челюсть, раковины две,
Целый череп в голове.

## Соединения костей черепа
Все кости черепа, кроме нижней челюсти, соединены малоподвижными фиброзными соединениями — швами; нижняя челюсть — подвижным височно-нижнечелюстным суставом.

### Швы черепа
Кости черепа соединяются при помощи швов. Кости лица, прилегая друг к другу ровными краями, образуют плоские (гармоничные) швы. На месте соединения чешуи височной кости и нижнего края теменной кости образуется чешуйчатый шов. К зубчатым швам относят венечный, сагиттальный и ламбдовидный швы. Венечный шов образуется соединением теменных костей и лобной кости. Соединение между собой двух теменных костей образует сагиттальный шов. Соединение двух теменных костей и затылочной образуют ламбдовидный шов. На пересечении сагиттального и венечного швов у детей образуется большой родничок (место, в котором соединительная ткань ещё не перешла в костную). На пересечении сагиттального и ламбдовидного швов образуется малый родничок. У детей швы более эластичны, а у взрослых, особенно у стариков, большинство швов окостеневает.

### Височно-нижнечелюстной сустав
Человек получил значительное развитие височно-нижнечелюстного сустава, в котором возможны: опускание и поднятие нижней челюсти, смещение её влево и вправо, движение вперёд-назад. Все эти возможности используются в акте жевания, а также способствуют членораздельной речи. Нижняя челюсть — единственная подвижная кость черепа.

## Развитие черепа
В процессе своего формирования часть костей черепа проходят три стадии — перепончатую (у новорождённых детей можно видеть остатки в виде родничков), хрящевую стадию (как и большинство костей скелета) и костную. Эти стадии для человека и высших Млекопитающих являются временными: переходя из одной в другую, они соответствуют постоянным формам в филогенезе.
Между развитием мозгового черепа и головного мозга существует определенное соответствие. Развитие черепа у человека сложно и связано с развитием мозга и органов чувств. Кости мозгового черепа развиваются из склеротомов головных сомитов (производных дорсальной мезодермы), кости лицевого черепа развиваются на основе висцеральных дуг (производных вентральной несегментированной мезодермы). Первым признаком образования черепа у человека является скопление мезенхимы (из головных сомитов, то есть дорсальной мезодермы) вокруг хорды на уровне заднего мозга, откуда скопление распространяется под передние части мозга, образуя основание для развивающегося мозга и органов чувств, и окружает мозговые пузыри с боков (5-я неделя внутриутробного развития — перепончатый череп, мозговая капсула). Вскоре основание превращается в хрящевое (клетки мезенхимы превращаются в хрящевые) и имеет носовую, глазные и слуховые капсулы.
Череп человека 2-3-го месяцев внутриутробного развития имеет хрящевое основание и перепончатую крышу и называется первичным черепом (cranium primordiale). В первичном черепе заметно слияние первичных частей, которые в дальнейшем становятся отдельными костями, но до появления центров окостенения отдельные кости не определяются. При появлении центров окостенения (с 8-й недели внутриутробного развития) не сразу возможно определить форму и границы костей, так как многие кости черепа формируются путём срастания нескольких костей и имеют несколько центров окостенения. Центры окостенения появляются в определенных местах черепа в строгой последовательности, и костные образования, постепенно увеличиваясь в размерах, сближаются друг с другом, замещая хрящевую ткань. В результате в основании черепа сохраняются только прослойки хрящевой ткани, и на всю жизнь остается хрящ в переднем отделе обонятельной капсулы — хрящ перегородки и хрящи крыльев носа.
Кости основания черепа, с которыми связаны капсулы органов чувств, являются филогенетически более древними, образуются на основе хряща (окостеневают энхондрально) за исключением барабанной части височной кости и медиальной пластинки крыловидных отростков клиновидной кости. Параллельно с окостенением основания черепа идет развитие костей крыши, которые являются филогенетически более молодыми и образуются на основе соединительной ткани (окостеневают эндесмально). Вначале участки костной ткани отделены друг от друга широкими промежутками соединительной ткани. По мере роста костей эти промежутки уменьшаются, но ко времени рождения полностью не исчезают.
Кости лицевого черепа (филогенетически более молодые) развиваются на основе висцеральных дуг и обонятельной капсулы, окостеневают эндесмально (за небольшим исключением). Таким образом, хрящи висцеральных дуг развиваются отдельно от первичного черепа. Преобразование висцеральных дуг формирует скелет лицевого черепа.
Часть костей проходит хрящевую стадию (подъязычная кость, шиловидный отросток височной кости), остальные кости лицевого черепа формируются как первичные (покровные) кости. Хрящи висцеральных дуг подвергаются обратному развитию, а из прилежащей соединительной ткани развиваются перепончатые кости, в которых потом появляются центры окостенения.
Слёзная и носовая кости, сошник, решетчатая кость, нижняя носовая раковина развиваются в связи с обонятельной капсулой, первые три — как первичные кости, последние две — как вторичные. 

### Череп новорождённого
У новорождённых мозговой отдел в восемь раз больше лицевого, челюсти недоразвиты. Между костями мозгового отдела располагаются перепончатые участки — роднички, обеспечивающие незначительную подвижность костей при рождении ребенка и увеличение объёмов мозга. Самый большой — передний родничок — имеет ромбовидную форму и находится на стыке венечного и стреловидного швов (зарастает на втором году жизни). Затылочный родничок имеет форму треугольника, расположен на стыке стреловидного и лямбдовидного швов (зарастает на втором месяце жизни). Клиновидные роднички расположены на стыке клиновидной, височной и теменной костей (зарастает на втором месяце жизни). Сосцевидные роднички расположены на стыке височной, теменной, затылочной костей (зарастает на втором месяце жизни).
Развитие черепа ко времени рождения не закончено, оно продолжается и после рождения. Различают три периода развития черепа после рождения:
1. период роста преимущественно в высоту (от рождения до 7 лет);
2. период относительного покоя (от 7 до 14 лет);
3. период роста преимущественно лицевого черепа (от начала полового созревания — 14 лет — до окончания роста скелета — 20-25 лет).

## Формы черепа
- Черепной указатель — стандартные формы черепа
- Акрокефалия — аномальная форма черепа в виде башни
- Краниосиностоз — аномальная форма черепа в результате раннего сращения швов свода черепа